# ژلکیو یرکوف
ژلکیو یرکوف (انگلیسی: Željko Jerkov؛ زادهٔ ۶ نوامبر ۱۹۵۳) بازیکن بسکتبال اهل یوگسلاوی بود.
از باشگاه‌هایی که در آن بازی کرده‌است می‌توان به باشگاه بسکتبال اسپلیت اشاره کرد.
وی در مسابقات کشوری و بین‌المللی در مجموع برندهٔ ۶ مدال طلا، ۲ مدال نقره، ۲ مدال برنز شده‌است.